# Plegaderus monachus
Plegaderus monachus är en skalbaggsart som beskrevs av Sylvain Auguste de Marseul 1870. Plegaderus monachus ingår i släktet Plegaderus och familjen stumpbaggar. Inga underarter finns listade i Catalogue of Life.